# ISO 3166-2:KP
ISO 3166-2:KP es la entrada para Corea del Norte (oficialmente la República Popular Democrática de Corea) en ISO 3166-2, parte de los códigos de normalización ISO 3166 publicados por la Organización Internacional de Normalización (ISO), que define los códigos para los nombres de las principales subdivisiones (p.ej., provincias o estados) de todos los países codificados en ISO 3166-1.
En la actualidad, para Corea del Norte, los códigos ISO 3166-2 se definen para 1 ciudad metropolitana, 1 ciudad capital, 1 ciudad especial, y 9 provincias. todas ellas excepto la ciudad metropolitana tienen el nivel provincial de subdivisiones. Las tres regiones administrativas especiales, Sinŭiju , Kaesong y Kŭmgangsan no figuran en la lista.
Cada código consta de dos partes, separadas por un guion. La primera parte es KP, el código ISO 3166-1 alfa-2 para Corea del Norte. La segunda parte tiene dos cifras:
- 01: ciudad capital
- 02–10: provincias
- 13: ciudad especial
- 14: ciudad metropolitana

## Códigos actuales
Los nombres de las subdivisiones se ordenan según el estándar ISO 3166-2 publicado por la Agencia de Mantenimiento ISO 3166 (ISO 3166/MA).
Pulsa sobre el botón en la cabecera para ordenar cada columna.
| Código | Nombre de la subdivisión (es) | Nombre de la subdivisión (ko)          | Nombre de la subdivisión (ko) | Categoría de la subdivisión |
| Código | Nombre de la subdivisión (es) | (McCune-Reischauer 1939)               | (KPS 11080:2002)              | Categoría de la subdivisión |
| ------ | ----------------------------- | -------------------------------------- | ----------------------------- | --------------------------- |
| KP-01  | Pionyang                      | P'yǒngyang                             | Phyeongyang                   | ciudad capital              |
| KP-13  | Rasŏn                         | Rasǒn (local variant is Najin Sǒnbong) | Raseon                        | ciudad especial             |
| KP-14  | Nampo                         | Namp’o                                 | Nampho                        | ciudad metropolitana        |
| KP-02  | P'yŏngan del Sur              | P'yǒngan-namdo                         | Phyeongannamto                | provincia                   |
| KP-03  | P'yŏngan del Norte            | P'yǒngan-bukto                         | Phyeonganpukto                | provincia                   |
| KP-04  | Chagang                       | Chagang-do                             | Jakangto                      | provincia                   |
| KP-05  | Hwanghae del Sur              | Hwanghae-namdo                         | Hwanghainamto                 | provincia                   |
| KP-06  | Hwanghae del Norte            | Hwanghae-bukto                         | Hwanghaipukto                 | provincia                   |
| KP-07  | Kangwon                       | Kangwǒn-do                             | Kangweonto                    | provincia                   |
| KP-08  | Hamgyŏng del Sur              | Hamgyǒng-namdo                         | Hamkyeongnamto                | provincia                   |
| KP-09  | Hamgyŏng del Norte            | Hamgyǒng-bukto                         | Hamkyeongpukto                | provincia                   |
| KP-10  | Ryanggang                     | Ryanggang-do                           | Ryangkangto                   |                             |

## Cambios
Los siguientes cambios a la entrada figuran en la lista del catálogo en línea de la ISO:
| Fecha real del cambio | Breve descripción del cambio |
| --------------------- | --- |
| 2017-11-23            | Cambio ortográfico de KP-10, KP-13 (McCune-Reischauer, 1939); se añade la ciudad metropolitana KP-14; se actualiza la fuente de la lista |
| 2014-12-18            | Se borra el espacio entre "de" y el paréntesis en la abreviatura en minúsculas en francés                                                |
| 2010-02-19            | Actualización administrativa, sustitución de caracteres alfabéticos por numéricos en el segundo elemento del código                      |

Los siguientes cambios de entradas han sido anunciados en los boletines de noticias emitidos por el ISO 3166/MA desde la primera publicación del ISO 3166-2 en 1998, cesando esta actividad informativa en 2013.
| Informe      | Fecha de emisión                     | Descripción del cambio reportado                                                                                    | Cambio de código o subdivisión                                                                    |
| ------------ | ------------------------------------ | --- | ------------------------------------------------------------------------------------------------- |
| Boletín I-4  | 2002-12-10                           | Se añade 1 ciudad especial. Reordenación de la cabecera de las categorías de subdivisiones                          | Subdivisiones añadidas: KP-NAJ Najin Sonbong-si                                                   |
| Boletín I-6  | 2004-03-08                           | Corrección ortográfica en la cabecera de la fuente de la lista                                                      |                                                                                                   |
| Boletín II-1 | 2010-02-03 (corregido el 2010-02-19) | Actualización administrativa, sustitución de caracteres alfabéticos por numéricos en el segundo elemento del código | Subdivisiones borradas: KP-KAE Kaesong-si KP-NAM Nampo-si Códigos: formato cambiado (véase abajo) |

### Códigos cambiados en el Boletín  II-1
| Antes  | Después | Nombre de la subdivisión |
| ------ | ------- | ------------------------ |
| KP-CHA | KP-04   | Chagang-do               |
| KP-HAB | KP-09   | Hamgyongbuk-do           |
| KP-HAN | KP-08   | Hamgyongnam-do           |
| KP-HWB | KP-06   | Hwanghaebuk-do           |
| KP-HWN | KP-05   | Hwanghaenam-do           |
| KP-KAN | KP-07   | Kangwon-do               |
| KP-PYB | KP-03   | Pyonganbuk-do            |
| KP-PYN | KP-02   | Pyongannam-do            |
| KP-YAN | KP-10   | Yanggang-do              |
| KP-NAJ | KP-13   | Najin Sonbong-si         |
| KP-PYO | KP-01   | Pionyang-si              |